# Guy Sebastian
Guy Theodore Sebastian (Klang, Selangor, Malásia, 26 de outubro de 1981) é um cantor de soul, pop e gospel; compositor, produtor musical e jurado do The X Factor (Austrália) australiano de origem malásia, conhecido por ter sido o primeiro vencedor do Australian Idol em 2003.
No total lançou sete álbuns de estúdio, uma compilação, um DVD/CD e um EP.
Em 2015, foi escolhido pela televisão pública australiana Special Broadcasting Service (SBS) para ser o primeiro representante do país no Eurovision Song Contest, classificando-se em 5º lugar com o tema "Tonight Again".